# Серце (геральдика)
Серце — широко вживана в геральдиці негеральдична фігура.

## Опис
Воно може бути в гербі окремо або в будь-якій кількості. Воно створене за моделлю стилізованого органу — серця, давно відомого як символ кохання. Про символіку в геральдиці сказати неможливо. Для серця в геральдиці все належить за правилами негеральдичної фігури. Кілька сердець можуть бути в ґратах або стовпах, а також у планках у щиті.
Число три є часто вибираною величиною для групи сердець. Окремі серця також прикрашені хрестом або пронизаними або пронизаними стрілою. Інші речі також прикріплені до серця, такі як квіти (стилізовані та справжні), корони, полум'я та крила. Найпоширенішим кольором є червоний, потім золотий. Якщо сердечок три, використовується Трикутник. Кінчики серця спрямовані до уявного центру герба і знаходяться на однаковій відстані один від одного. Також поширена позиція два на одного. Перевернуте зображення (серце вістрям догори) зустрічається рідко.
Якщо сердечка вибрано у більшій кількості, поле герба або фігуру в ньому можна, наприклад, посипати або засипати. Серце використовується лише для прикраси більшості гербів. Зустрічається форма має бути уточнена через опис герба.

## Символіка
У геральдиці, серце може символізувати:
1. Героїзм або сміливість.
2. Любов або дружбу.
3. Життя або внутрішній дух.

## Використання в Європі
Берлінґен, Кельбе, Ланкау, Бад Лібенштайн, Мюнзесгайм, Вашендорф, Веймар, Вінзен (Луе), Вагойзель, Веймар, округи Целле, Ільцен.

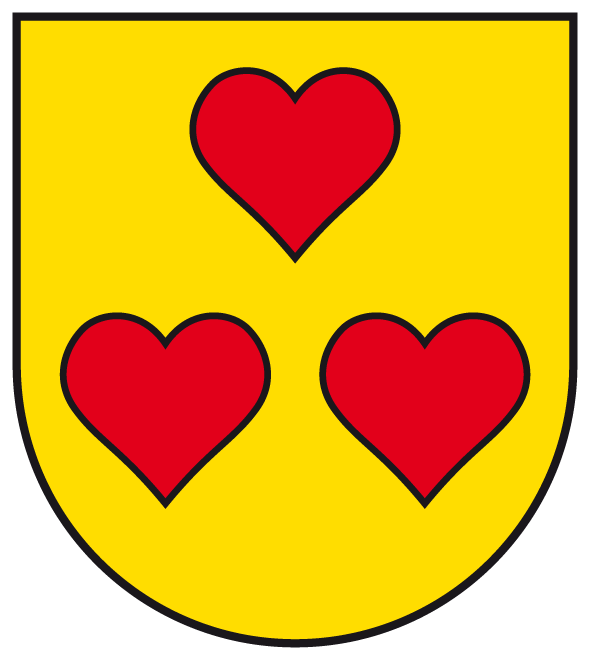
Три серця в гербі Драйлебена 1:2
Район Гіфхорн - золоте поле, засіяне червоними серцями
Район Люнебург, що можливо походить від герба Данії
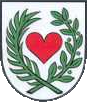
Альперштедт з лавровим вінком
Герб Доллерупа
Герб Нункірхен
Рернбах з дамаскованим полем
Герб Уіссігейма
Блоне з перевернутим вирізом герба
Корсьє-сюр-Веве з потиском рук
Вертю департамент Марна

## Українська геральдика
Серце — поширений знак в українській геральдиці. Основне символічне навантаження — дружба, вірнчість, сміливість.

Приятель (герб)
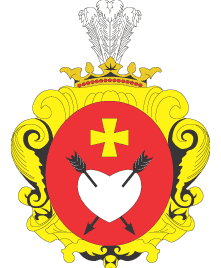
Герб Бутовичів
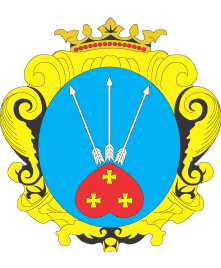
Герб Костенецьких
Герб Полуботків
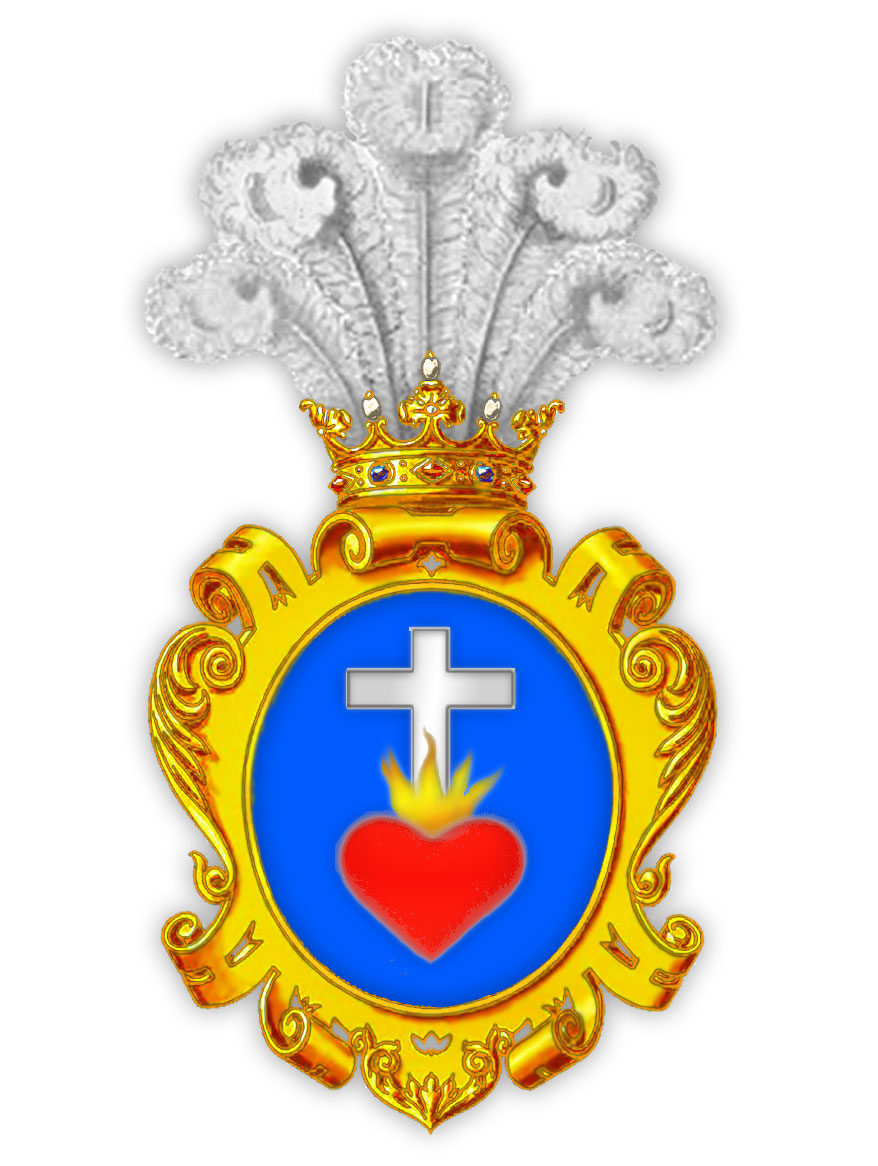
Герб Сердюкових
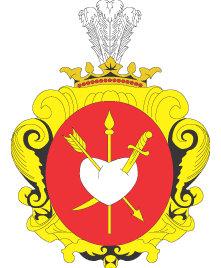
Герб Стожків
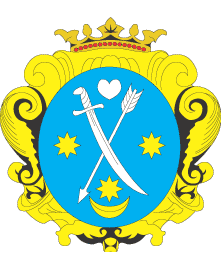
Герб Янжулів
Герб Григорія Лободи
Герб Сидора Білого
Батурин
Березань (місто)
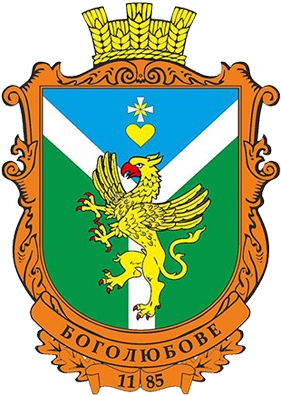
Боголюбове
Варва ( XVIII ст., реконструкція)
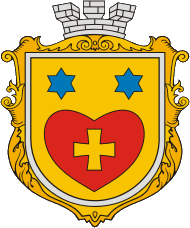
Власівка (селище)
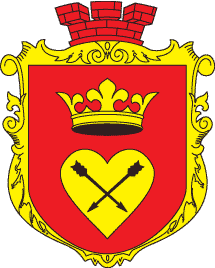
Глинськ (Роменський район)
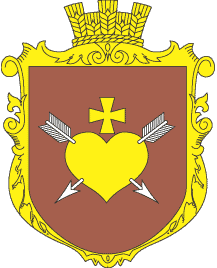
Гоголів (Броварський район)
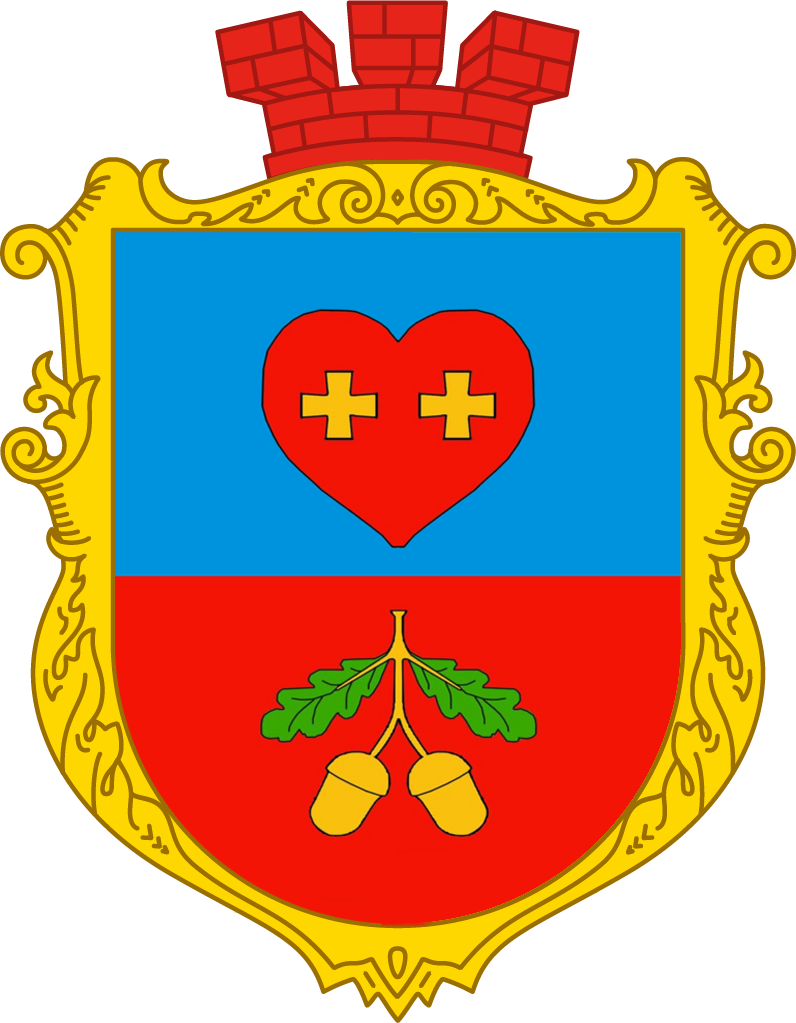
Дубовичі
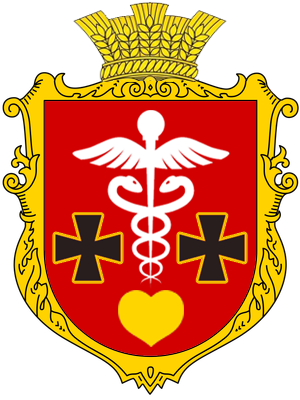
Добротове
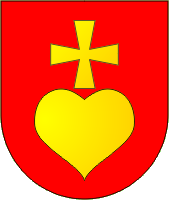
Куземин
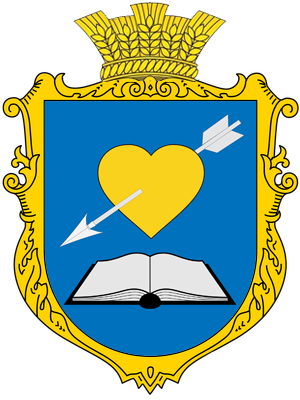
Любитове
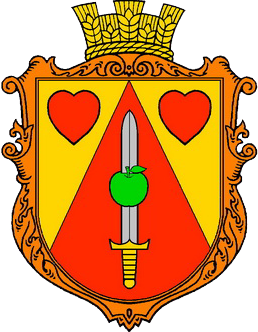
Любківці
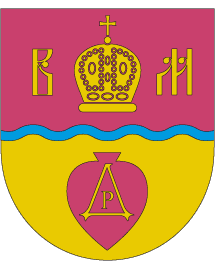
Макарів
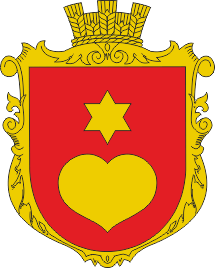
Нова Басань
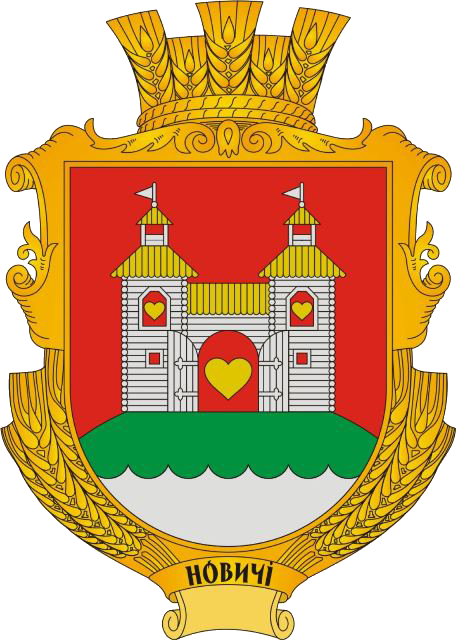
Новичі
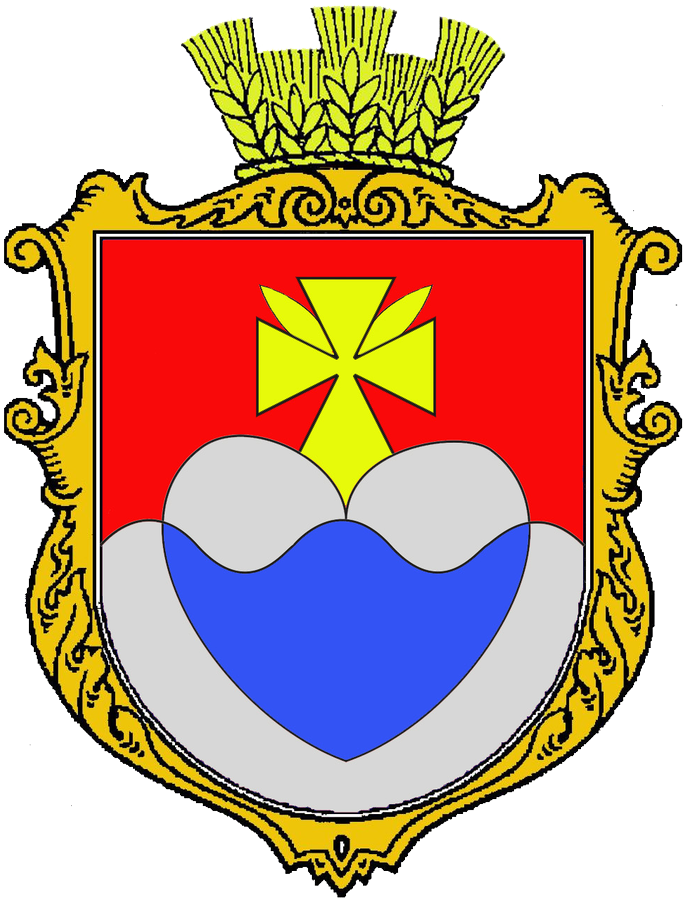
Поділ (Прилуцький район)
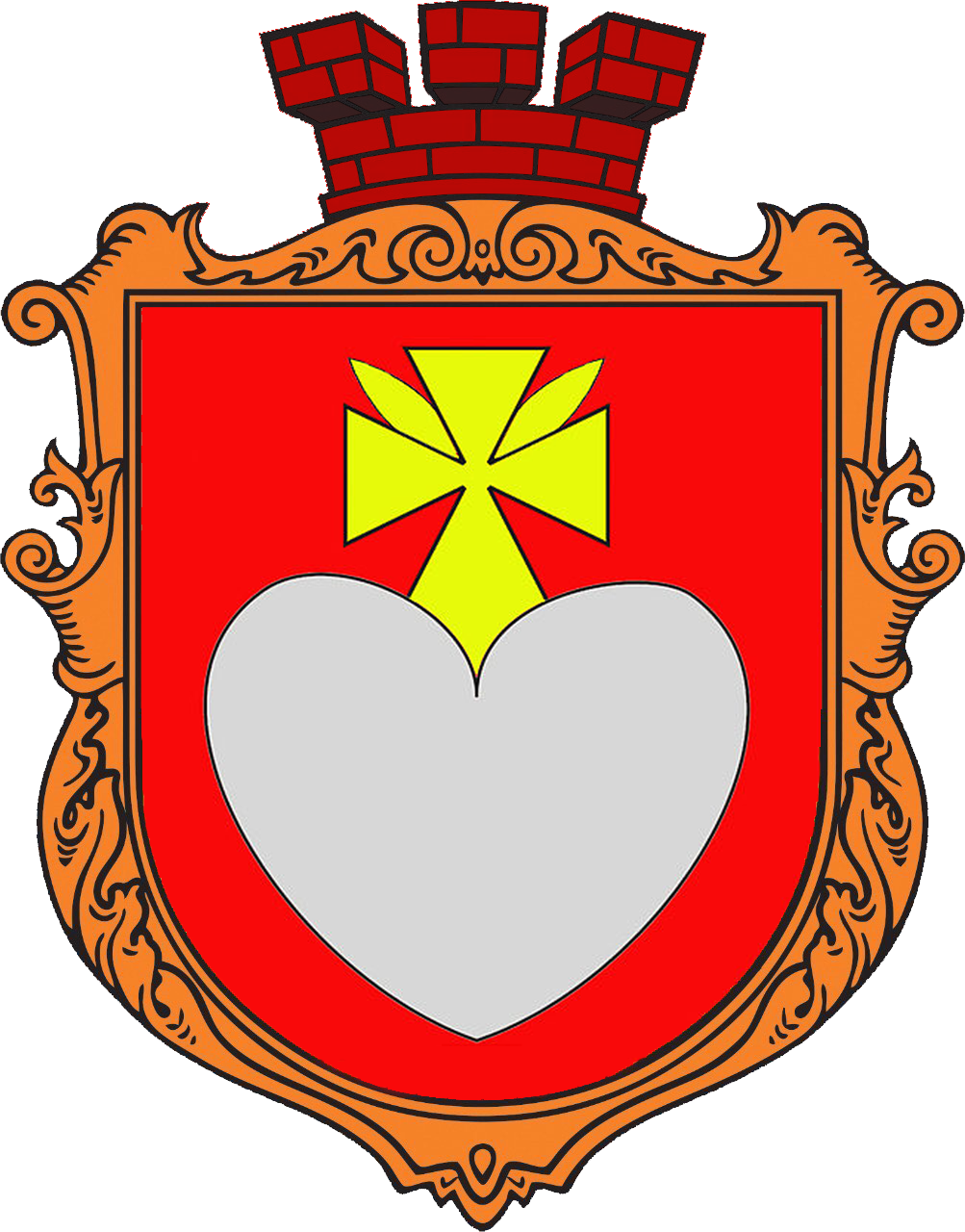
Срібне
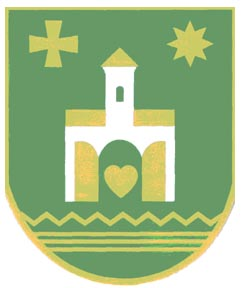
Талалаївка
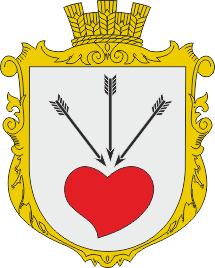
Товстоліс (село)
Полтавський район
Полтавська область

## Веб-посилання
- Herz (Heraldik) на Heraldik-Wiki